# Construction d'une moto
La construction d'une moto se décompose en différentes parties détaillées ci-après.

## Châssis
Le châssis d’une moto est en général un assemblage de tubes ou de profilés d’aluminium ou d’acier moulés, extrudés, soudés et, parfois, boulonnés. Pour les compétitions, la fibre de carbone est également utilisée. Le rôle du châssis est de relier les éléments entre eux (moteur, réservoir, selle, etc.) en prenant appui sur les roues par l'intermédiaire des suspensions. Le moteur est volontairement positionné près du sol, afin d'obtenir un centre de gravité bas et par conséquent plus de stabilité. Le châssis encadre souvent le moteur et le réservoir d'essence.
Le réservoir d’essence est le plus souvent placé au-dessus du moteur. Il est fait de métal embouti ou soudé ou encore en matière synthétique moulée (exemple : polyéthylène).

## Suspensions
Les deux roues de la moto sont reliées au châssis par un système de suspensions. Que ce soit à l'avant ou à l'arrière, la suspension est pratiquement toujours assurée par un ressort (ou de l'air sous pression) associé à un amortisseur destiné à freiner les oscillations. Un réglage correct de la suspension et une pression correcte des pneus sont essentiels pour rouler en sécurité ; ces réglages sont plus importants pour une moto que pour un véhicule à quatre roues car la moindre perte d’adhérence peut amener à la perte de contrôle de la moto.
La suspension avant est le plus souvent constituée de deux tubes coulissants intégrant des ressorts et/ou des amortisseurs hydrauliques (fourche télescopique), mais de nombreux autres systèmes existent ou ont existé (parallélogramme, fourche Earles avec un bras oscillant, par exemple).
On rencontre de nombreux types différents de suspension arrière. Les machines les plus anciennes avaient un arrière rigide (le « confort » du motard étant assuré par la selle), puis les châssis ont été équipés d'une suspension coulissante (arrière rigide, où seule la roue est suspendue), puis d'une suspension par bras oscillant (sur presque toutes les motos modernes). Les fourches à suspensions ont été inventées vers les années 1900, au début du XXe siècle.

## Freins

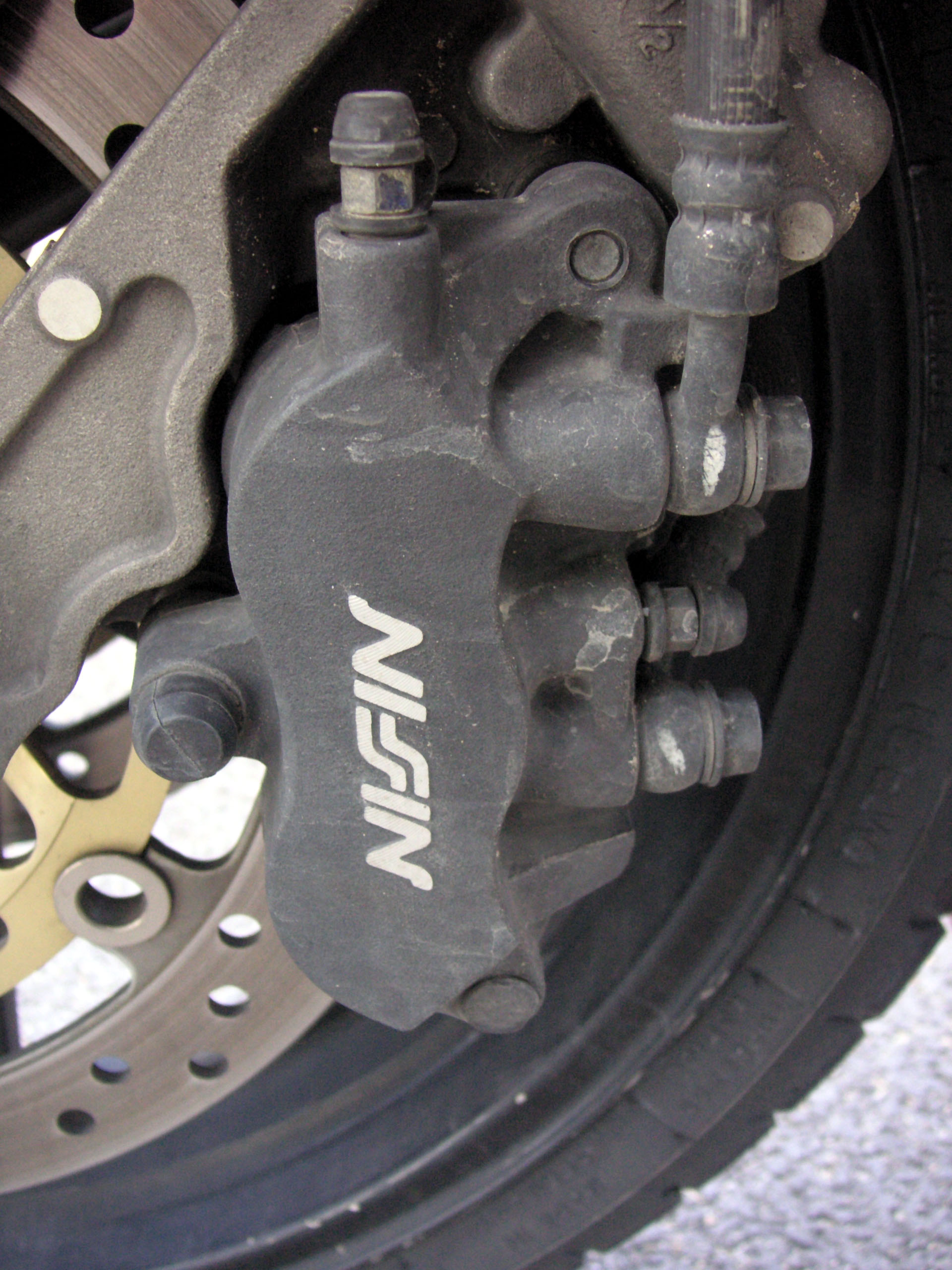
Étrier de frein à disque avant.

Le freinage avant est commandé par un levier placé à portée de la main droite. Le frein de la roue arrière est généralement contrôlé par une pédale au pied droit ; jusque dans les années 1980 cette commande pouvait être à gauche.
Les principaux types de freins utilisés sur les motos sont les suivants : 
- les freins à disque, où une pince (étrier) munie de plaquettes serre fortement un disque. Les freins à disque sont préférés à l'avant car ils sont puissants, n'ont pas l'effet autobloquant des tambours et par conséquent risquent moins de provoquer le blocage de roue, cause possible de chute ;
- les freins à tambour sont constitués d'un tambour à l'intérieur duquel des mâchoires s'écartent pour freiner. Ils se rencontrent souvent au niveau de la roue arrière, uniquement sur les petites cylindrées (exemple : certains scooters) ou les motos anciennes en raison de leur manque de puissance et de précision.

### Améliorations technologiques
À moto, l'équilibre avant/arrière du freinage est délicat à établir, il faut éviter de bloquer une ou les deux roues, notamment sur chaussée humide (« en cas d’accidents survenus sur chaussée humide, un blocage de roues a été observé dans 28 % des cas chez les deux-roues à moteur »). La répartition optimale serait d'environ 30 % sur l'arrière et 70 % sur l'avant.
Certains modèles de motos sont équipés d'un système qui répartit dynamiquement les forces de freinage entre l'avant et l'arrière (freinage intégral Moto Guzzi, système CBS et Dual-CBS chez Honda). Ces systèmes sont jugés utiles car beaucoup de motocyclistes perdent leurs moyens en cas de freinage d'urgence. Il s'agit d'un moyen efficace pour optimiser le freinage sur route et relativement transparent grâce à un système de transfert de puissance à un seuil de freinage donné. Toutefois, certains les critiquent car désireux de garder le contrôle du freinage.
De plus en plus souvent, un système pour empêcher le blocage des roues (ABS) est proposé en option, parfois installé en série, et deviendra obligatoire sur toutes les motos neuves en 2016 ; mais l'utilisation de l'électronique dans le freinage n'a pas la confiance de nombre d'utilisateurs[réf. nécessaire]. L'ABS est initialement étudié pour le freinage idéal en ligne droite, l'angle de la roue et l'angle de braquage n'étant pas pris en compte dans la plupart des modèles actuels. Néanmoins, le dernier modèle d'ABS de la marque Bosch, qui équipe les BMW et KTM les plus modernes[Depuis quand ?], tient compte de l'angle d'inclinaison de la moto. Les vibrations engendrées par le système sont également désagréables au guidon mais surtout les distances de freinage ne sont pas forcément inférieures à celles obtenues sans aide ; il existe parfois une durée de freinage plus que doublée avec l'utilisation de l'ABS[réf. nécessaire].
Seules les grandes marques peuvent se permettre d'investir dans ce domaine, principalement BMW, Yamaha et Honda, cette dernière ayant été en butte à des problèmes techniques avec la Pan-European, modèle retiré momentanément de la vente.

## Motorisation

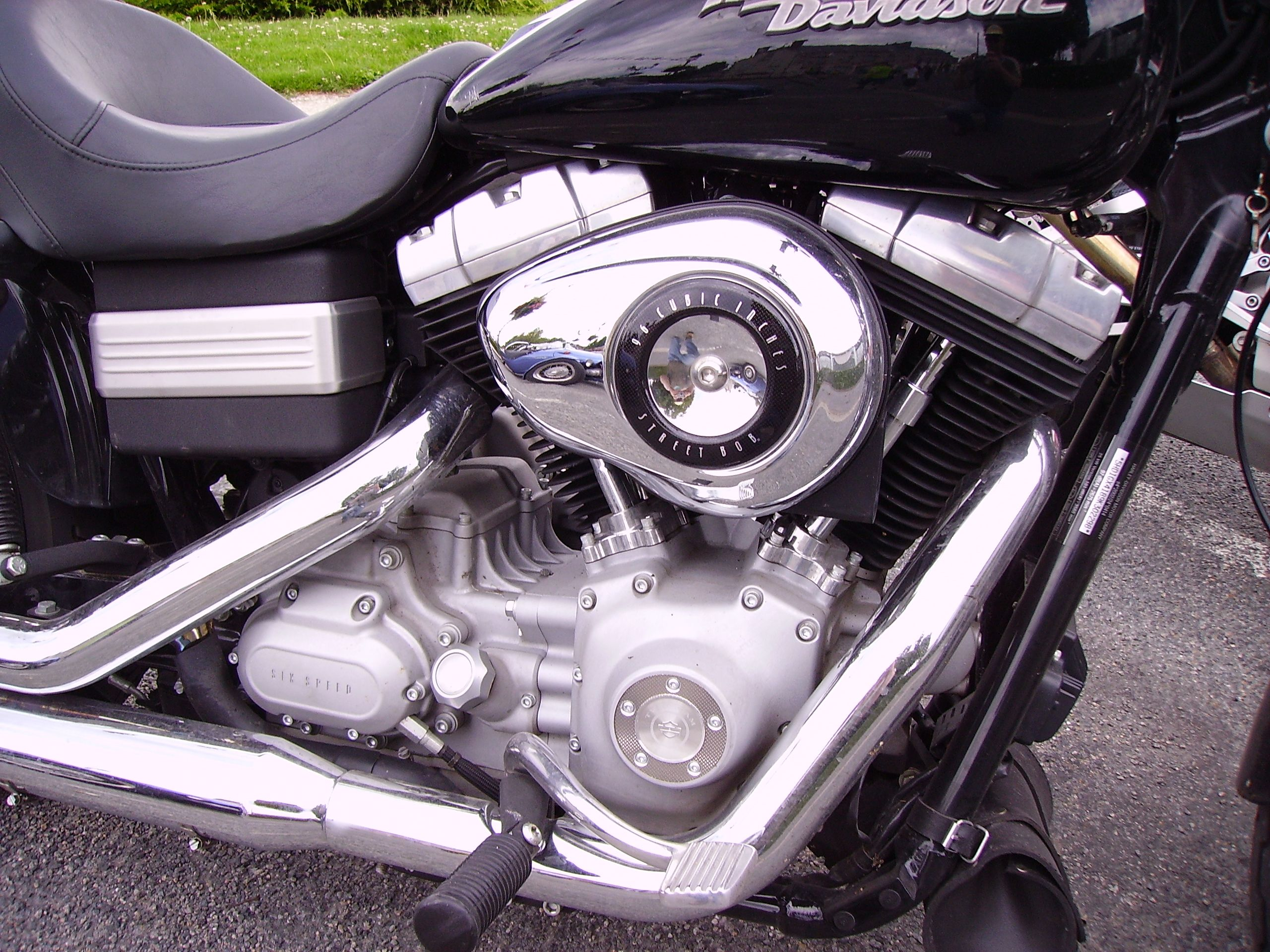
Moteur V2 à 45° d'une Harley-Davidson.

L'imagination des fabricants en ce qui concerne les moteurs de motos est sans limite. Le moteur est presque toujours situé entre les jambes du motard, mais on a vu des moteurs situés au-dessus de la roue avant (Solex), dans la roue avant (Megola), dans la roue arrière (Félix Millet), ou près de la roue arrière (scooter). L'axe de rotation du moteur peut être longitudinal (BMW, Moto Guzzi), disposition adaptée à une transmission secondaire par arbre et cardan ; ou transversal.
Il existe de plus en plus des moteurs électriques, mais les moteurs les plus courants sont des moteurs à pistons thermiques. Hors prototypes, on peut trouver des moteurs monocylindre, bicylindre, tricylindre, 4-cylindres et des 6-cylindres, mais les plus nombreux sont les monocylindres (ex. : maxi-scooters), 2 et 4-cylindres. L'article détaillant la cylindrée démontre comment cette caractéristique modifie de façon importante le comportement d'une moto.
En revanche, la motorisation Diesel est rarement utilisée sur les motos, notamment pour une question de masse embarquée ainsi que tous les défauts que les moteurs Diesel ont pu rencontrer : bruit important, chaleur dégagée, peu de nervosité du moteur. Les motos à motorisation Diesel ont connu quelques essais sporadiques, mais la production reste soit amateur, soit très marginale par de petites entreprises, soit par l'armée mais maintenant abandonnée.
Les monocylindres sont disposés horizontalement ou verticalement ; les moteurs bicylindres sont souvent disposés en V, mais aussi en ligne ou à plat (BMW classiques). Les moteurs tricylindres (plus rares) sont le plus souvent disposés en ligne, bien que certains modèles arborent une architecture en V. Les 4-cylindres sont généralement disposés en ligne (cas de la célèbre Honda CB 750 Four), en V (Honda VFR, Ducati Desmosedici) ou à plat (Honda Gold Wing), mais on a aussi vu des 4-cylindres en carré, comme la Suzuki RG500 (2-temps) ou la Ariel 1000.
La plupart des moteurs sont à 4-temps, les 2-temps étant utilisés pour les plus petites cylindrées. Les 2-temps sont considérés comme plus polluants (émission d'huile dans l'échappement et émission de gaz imbrûlés). C'est pour cette raison que les grosses cylindrées 2-temps (Kawasaki 750 H2) ont été abandonnées. On a vu des motos à moteur rotatif (Félix Millet, Megola), à rotor du type Wankel (Hercules, Suzuki), à compresseur (NSU) et à turbo-compresseur (Honda CX 500 Turbo). En compétition, on a vu des 5-cylindres en ligne (Honda 125 de Grand Prix), des V8 (Moto Guzzi Ottocilindri), des V6 (Laverda), des tricylindres en V (Honda 500 2-temps), etc.
Les motos équipées d'un système d'injection sont aujourd'hui de plus en plus nombreuses, mais il reste encore une gamme importante de motos équipées de carburateurs.
De même, pour satisfaire les normes européennes d'émission de plus en plus sévères, on note la généralisation des pots catalytiques et la présence d'une sonde lambda. Certains modèles sont en plus munis d'un double allumage (deux bougies d'allumage par cylindre) assurant une meilleure combustion.
Les systèmes de refroidissement par air et par eau sont les plus fréquents. Toutefois, Suzuki utilise un système mixte air-huile sur certains de ses 4-cylindres ; cela a l'avantage d'être moins exigeant en entretien puisque l'huile moteur passe directement dans un radiateur.
Sur les routières récentes, le démarrage est uniquement électrique (système du kick-starter abandonné).
Pour les moteurs à 4-temps, suivant les modèles :
- le nombre de soupapes par cylindre varie de 2 à 5 (2 et 4 très répandus) ;
- la distribution est soit culbutée (« à l'ancienne ») (Buell, Harley-Davidson, Moto Guzzi), soit elle comprend un ACT, voire deux ACT ;
- l'entraînement d'un arbre à cames se fait le plus souvent par chaîne ou par courroie de distribution crantée (à remplacer régulièrement) ;
- système de lubrification par carter humide (le plus répandu) ou carter sec.

## Transmission
La transmission est contrôlée par un levier d’embrayage manœuvré par la main gauche. L'effort exercé sur le levier est transmis au mécanisme d'embrayage soit par le biais d'un câble, soit par un circuit hydraulique.
L’accélérateur est contrôlé par la main droite ; tourner le poignet vers le bas augmente le régime moteur. Le levier de vitesses, appelé « sélecteur », est une pédale contrôlée sur les modèles d'aujourd'hui par le pied gauche, qu'on peut monter ou descendre. Le principe de changement de vitesses est dit « séquentiel » car non représenté par une « grille » comme dans une voiture classique.
Sur les boîtes de vitesses standards, le passage de la première se fait en poussant le sélecteur vers le bas, puis le passage aux rapports supérieurs se fait, après avoir déplacé le pied de sorte qu'il se trouve sous le sélecteur, en le soulevant. Le rétrogradage se fait toujours en le poussant vers le bas. Le point mort se trouve « entre » la première et la seconde : lorsque la première est enclenchée, il faut soulever légèrement la pédale pour passer au point mort, la soulever davantage enclenche la seconde. Lorsque la seconde est enclenchée, il faut enfoncer légèrement la pédale pour passer au point mort. L'enfoncer davantage enclenche la première. Les motos ont généralement cinq ou six vitesses. Dans le cas des motos de compétition, on inverse souvent le sens de passage des vitesses pour plus d'efficacité (montée des rapports sur l'angle donc avec le pied sur le levier). Certains sélecteurs réduisent les déplacements du pied car sont prolongés de sorte qu'un coup de talon permet de rétrograder.

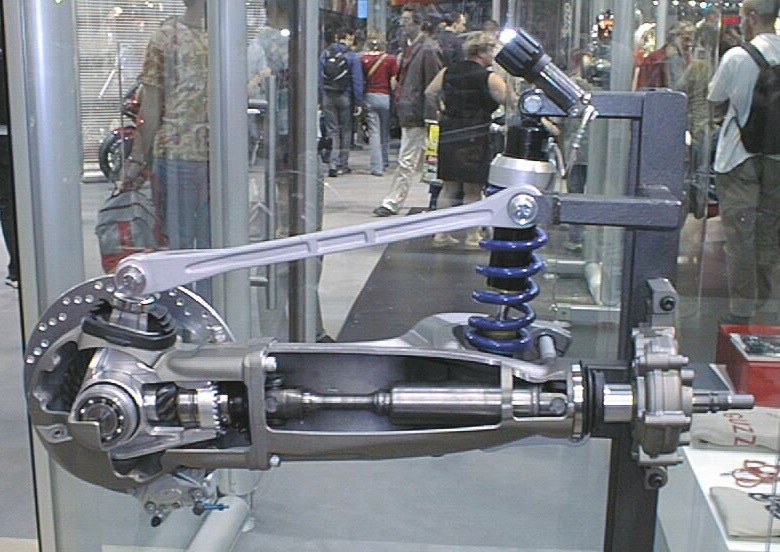
Vue éclatée de la transmission finale d’une Moto Guzzi Breva 1100.

La transmission secondaire peut se faire de plusieurs façons, dont :
- la chaîne, qui nécessite à la fois lubrification et ajustement réguliers mais qui garde l'avantage de ne gaspiller que peu d'énergie. C'est aussi la transmission la plus directe, le temps de réponse étant celui du moteur. Seulement elle provoque quelques vibrations et est moins silencieuse. Elle équipe souvent les sportives et roadsters ;
- la courroie, qui requiert un ajustement beaucoup moins régulier (voire nul) et fonctionne en silence. C'est la transmission la plus légère mais aussi la plus fragile. Elle est crantée et ne peut pas être utilisée pour les plus grandes puissances (cas précis des Harley-Davidson), quoiqu'en évolution constante ;
- l'arbre, muni la plupart du temps d'un cardan afin de permettre le jeu de la suspension arrière, qui demande très peu d'entretien mais entraîne une perte d'énergie plus sensible due au couple conique. Cette transmission, qui offre la meilleure longévité, est l'une des plus lentes, elle est souvent utilisée pour les motos « confortables » : routières, luxe, etc.

Seules les plus grosses motos (Honda Gold Wing et BMW K 1200 LT) et celles équipées d'un side-car d'origine (comme le Zeus de la société Side-Bike) possèdent une marche arrière. Les transmissions automatiques ne sont pas oubliées : les petites cylindrées utilisent fréquemment un variateur couplé à un embrayage automatique centrifuge, tandis que quelques rares grosses cylindrées ont utilisé un convertisseur de couple (Moto Guzzi 1000 Convert). Yamaha, par exemple, présente une FJR 1300 (modèle 2006) dotée d'un dispositif de passage de vitesse commandé électriquement, avec pilotage automatique de l'embrayage et de la réduction et remise des gaz.

## Roues et pneumatiques

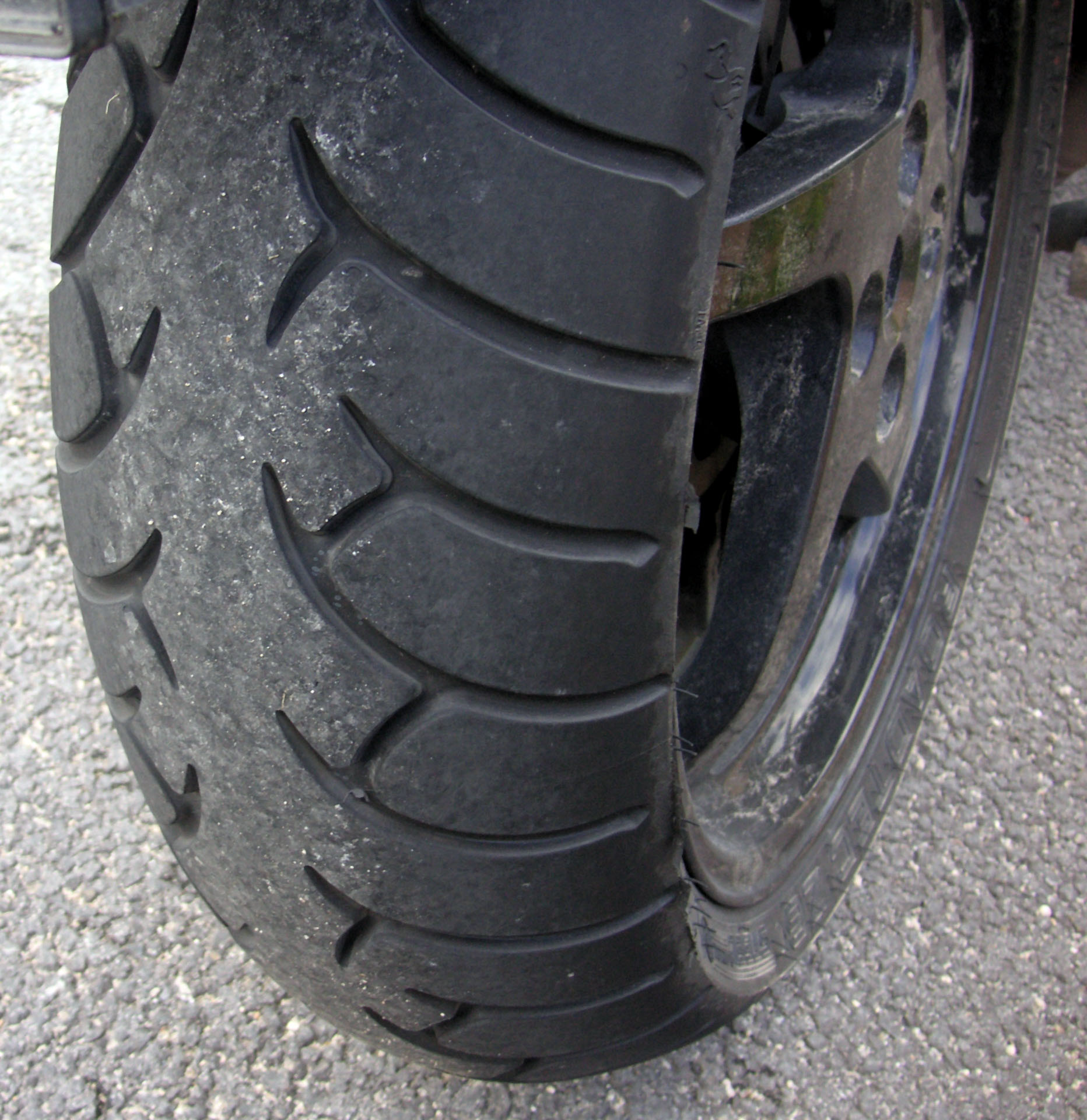
Profil d’un pneu arrière : bande de roulement et flanc.

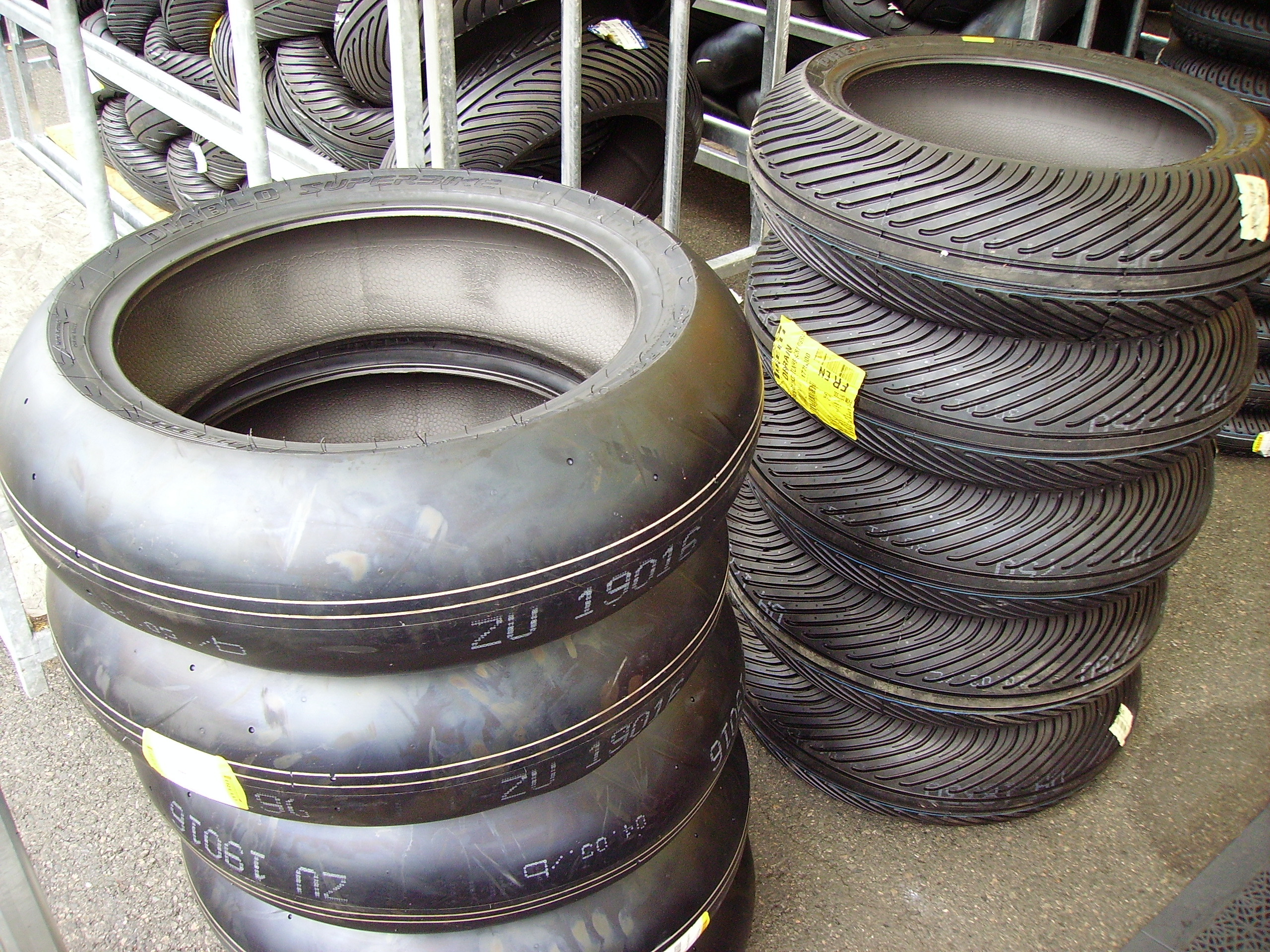
Pneus de motos Superbike : slicks et pneus pluie.

Les jantes sont de plus en plus souvent en aluminium, et moulées en une seule pièce, avec trois, voire six branches. Les roues des motos de cross ou de trial sont le plus souvent à rayons en acier, comme les motos « classiques ». Les roues sont équipées de pneus à surface ronde pour maintenir la motricité lorsque la moto est penchée. Les pneus avant et arrière doivent absolument avoir la même structure : soit deux diagonaux, soit deux radiaux.
Il existe une grande variété de pneus correspondant à l’utilisation de la moto. Il existe trois qualités principales de gomme :
- la gomme dure (pneu « route ») : l'adhérence n'est pas sa qualité première et conduire sur chaussée mouillée peut s'avérer dangereux, sa longévité est par contre très bonne avec une moyenne de 20 000 km ;
- la gomme mi-tendre (pneu « tourisme ») : la plus courante, elle offre un compromis entre longévité et adhérence. Ce type de gomme permet de rouler 12 000 km environ ;
- la gomme tendre (pneu « sport ») : elle dure beaucoup moins longtemps. L'adhérence est exceptionnelle et souvent proportionnelle au coût. Une gomme tendre de type D207 divisera la durée de vie par deux par rapport à une gomme mi-tendre, soit environ 7 000 km.

Certains manufacturiers offrent des pneus dont la bande de roulement centrale est composée de gomme plus dure que celle utilisée pour les flancs. Cela permet d'avoir une meilleure adhérence à l'angle tout en préservant le pneu de l'usure prématurée due aux accélérations et aux freinages. Ce système « bi-gomme » est utilisé depuis longtemps en compétition.
Les pneus des motos tout-terrain sont crantés, il existe même des pneus à clous pour la moto sur glace. Ceux destinés aux courses de vitesse sur circuit sont lisses (slicks) pour le sec et sculptés pour la pluie.

## Aérodynamisme
Une « bulle » ou tête de fourche est parfois placée à l'avant de la moto pour protéger le motard du vent. La traînée est un facteur majeur limitant la vitesse de la moto, elle augmente en fonction du carré de la vitesse.
En l'absence de carénage, le motard devient la principale source de traînée car il participe à l'augmentation du maître-couple ; il est poussé du guidon vers l’arrière. C'est pourquoi, lors des courses de vitesse, les pilotes s'allongent le plus possible sur le réservoir pour s'effacer derrière le carénage. Cette position, dite « en limande », permet d'améliorer l'aérodynamisme de l'ensemble véhicule-pilote. À l'inverse, lors des phases de freinage, les pilotes « jaillissent » de leur bulle, et forment avec leur torse un frein aérodynamique, permettant de stabiliser la moto.
Une autre manière d'améliorer l'aérodynamisme est de doter la combinaison du pilote d'une bosse dans le dos, dans le prolongement du casque, permettant aux filets d'air de mieux se refermer derrière lui.

## Tuning
Comme le tuning automobile, il implique l’amélioration des performances ou la personnalisation de l'apparence. Le changement des amortisseurs figure parmi les transformations les plus utiles. Le changement du ou des silencieux (voire de la ligne d'échappement complète) figure également parmi les modifications couramment rencontrées.
Toute modification visant à améliorer les performances du moteur implique un nouveau passage aux Mines. Si ce passage obligatoire des Mines n'est pas respecté, le véhicule peut être saisi en cas de contrôle et les peines encourues peuvent être lourdes. Il faut rester vigilant lors de l'achat d'un produit « tuning » et bien veiller à ce qu'il ne soit pas vendu avec l'étiquette « Réservé à la compétition, interdit sur la voie publique ».

## Instruments de bord

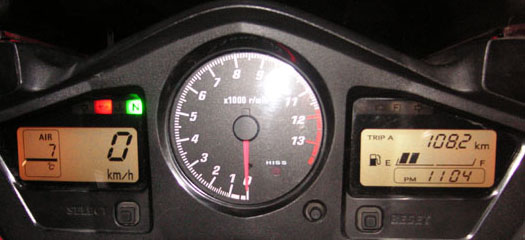
Tableau de bord d’une Honda VFR (V-TEC).

Les motos de route possèdent un tachymètre (indicateur de vitesse) et un odomètre (totalisateur kilométrique). De nombreuses motos possèdent aussi un compte-tours et une jauge de niveau d’essence. Le réservoir est souvent muni d’une réserve, qui est un accès à sa partie la plus basse. Dans ce cas, l'arrivée d'essence est gérée par un robinet à trois positions : fermé, ouvert en position « normale » (haut du réservoir) et réserve. Les réservoirs tendent à ne plus avoir de réserve mais un robinet commandé automatiquement par le fonctionnement du moteur associé à un voyant d'alerte sur le tableau de bord. Celui-ci peut intégrer un ordinateur de bord fournissant une multitude d'informations.